# Orietta Patron
Orietta Patron (Padova, ...) è un'ex nuotatrice italiana.
Specializzata nello stile libero, Ha vinto una medaglia di bronzo ai Campionati europei di nuoto del 1989 nella staffetta 4 x 200 metri stile libero con Tanya Vannini, Silvia Persi e Manuela Melchiorri.
Ha stabilito due primati italiani assoluti:
- 2'01"12 nei 200 m stile libero il 23 luglio 1987 a Roma
- 4'15"37 nei 400 m stile libero 1l 24 luglio 1987 a Roma

## Palmarès
| Campionati europei       | 400 m st. libero | 4 x 200 m st. libero              |
| 1987 Strasburgo Francia  | ---              | 5ª - 8'12"97 :                    |
| 1989 Bonn Germania Ovest | 5ª 4'13"09       | Bronzo: 8'10"49 frazione: 2'02"27 |
| Giochi del Mediterraneo  | ---              | 4 x 100 m st. libero              |
| 1987 Latakia Siria       | ---              | Oro: 3'52"92 :                    |

### Campionati italiani
1 titolo individuale
- 1 nei 200 m stile libero

| Anno | Edizione | st.libero 200 m |
| ---- | -------- | --------------- |
| 1989 | Estivi   | 1               |